# 德朗海峽

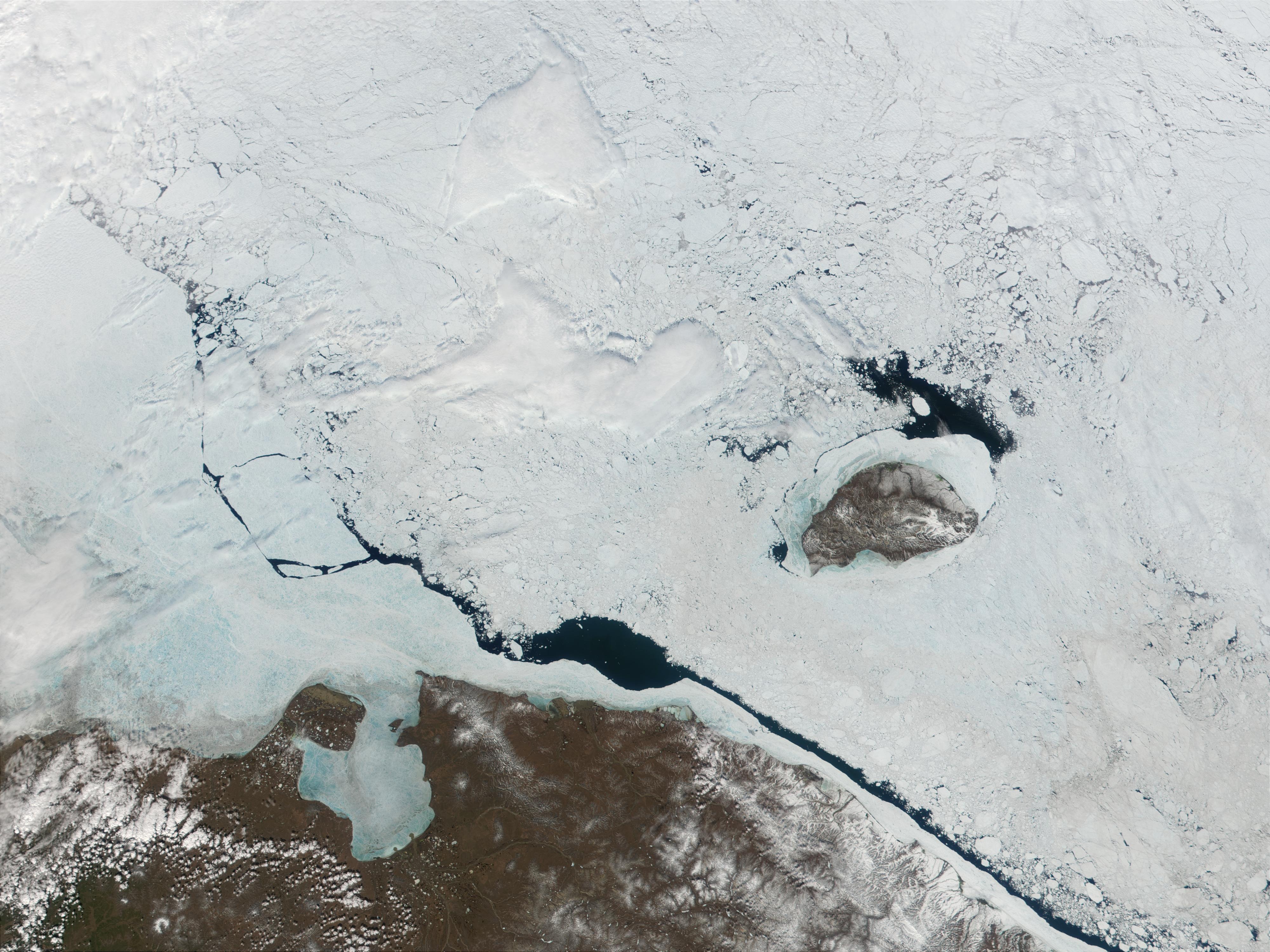

德朗海峽（Пролив Лонга）是俄羅斯的海峽，位於弗蘭格爾島和西伯利亞大陸之間，長128公里、寬146公里，水深36至50米，該海峽在大部分時間被冰雪覆蓋。
69°49′N 176°10′E / 69.817°N 176.167°E